# Budugsidorejo
Budugsidorejo is een bestuurslaag in het regentschap Jombang van de provincie Oost-Java, Indonesië. Budugsidorejo telt 3810 inwoners (volkstelling 2010).